# جن موراماتسو
جن موراماتسو (باليابانية: 村松 潤) (10 أبريل 1982 في سوروغا-كو في اليابان – )؛ هو لاعب كرة قدم ياباني سابق كان يلعب كلاعب وسط.

## وصلات خارجية
- جن موراماتسو على موقع رابطة كرة القدم اليابانية للمحترفين (اليابانية)
- جن موراماتسو على موقع قاعدة بيانات كرة القدم.إي يو (الإنجليزية)
- جن موراماتسو على موقع Soccerway.com (الإنجليزية)
- جن موراماتسو على موقع عالم كرة القدم.نت (الإنجليزية)